# Ліга Пернамбукано
Ліга Пернамбукано — чемпіонат бразильського штату Пернамбуку з футболу. Ліга Пернамбукано проводиться під егідою ФПФ — Пернамбуканської Федерації Футболу (порт.-браз. Federação Pernambucana de Futebol). Згідно з рейтингом КБФ, Ліга Пернамбукано займає 6-е місце за силою у Бразилії.

## Історія та регламент
За майже 95 років існування Ліги три клуби з столиці штату майже безроздільно домінують у першості — «Спорт Ресіфі», «Санта-Круз» і «Наутіко», причому останній випадок, коли став чемпіоном штату не один з цих трьох грандів, був у 1944 році.
Зараз у Вищому Дивізіоні штату, іменованому Серія A1 (порт.-браз. Campeonato Pernambucano de Futebol — Série A1), бере участь 12 клубів. Дві найгірші команди за підсумками першості вилітають в Серію A2.
Дванадцять клубів чемпіонату 2017 року зіграють один з одним по одному матчу. Чотири кращі команди за підсумками першої стадії турніру вийдуть в півфінал, де перша команда битиметься з четвертою, а друга — з третьою. Переможці цих пар вийдуть у фінал, де і розіграють чемпіонський титул.
З 1994 року у другій половині календарного року проводиться розіграш Кубка Пернамбуку (порт.-браз. Copa Pernambuco), за результатами якого також може визначитися учасник Кубка Бразилії та Серії D Бразилії від штату Пернамбуку.

## Значення слова Пернамбукано
Слово «Пернамбукано» — прикметник від назви Пернамбуку. Цим словом в Бразилії позначають все, що вироблено в цьому штаті (прикметник), а також людей — вихідців з цього штату (іменник). Найяскравіший приклад — футболіст Жунінью Пернамбукано.

## Чемпіони
| - 1915 — Фламенго Ресіфі - 1916 — Спорт Ресіфі - 1917 — Спорт Ресіфі - 1918 — Америка Ресіфі - 1919 — Америка Ресіфі - 1920 — Спорт Ресіфі - 1921 — Америка Ресіфі - 1922 — Америка Ресіфі - 1923 — Спорт Ресіфі - 1924 — Спорт Ресіфі - 1925 — Спорт Ресіфі - 1926 — Торре - 1927 — Америка Ресіфі - 1928 — Спорт Ресіфі - 1929 — Торре - 1930 — Торре - 1931 — Санта-Круз - 1932 — Санта-Круз - 1933 — Санта-Круз - 1934 — Наутіко - 1935 — Санта-Круз - 1936 — Трамуейз - 1937 — Трамуейз - 1938 — Спорт Ресіфі - 1939 — Наутіко - 1940 — Санта-Круз - 1941 — Спорт Ресіфі - 1942 — Спорт Ресіфі - 1943 — Спорт Ресіфі - 1944 — Америка Ресіфі | - 1945 — Наутіко - 1946 — Санта-Круз - 1947 — Санта-Круз - 1948 — Спорт Ресіфі - 1949 — Спорт Ресіфі - 1950 — Наутіко - 1951 — Наутіко - 1952 — Наутіко - 1953 — Спорт Ресіфі - 1954 — Наутіко - 1955 — Спорт Ресіфі - 1956 — Спорт Ресіфі - 1957 — Санта-Круз - 1958 — Спорт Ресіфі - 1959 — Санта-Круз - 1960 — Наутіко - 1961 — Спорт Ресіфі - 1962 — Спорт Ресіфі - 1963 — Наутіко - 1964 — Наутіко - 1965 — Наутіко - 1966 — Наутіко - 1967 — Наутіко - 1968 — Наутіко - 1969 — Санта-Круз - 1970 — Санта-Круз - 1971 — Санта-Круз - 1972 — Санта-Круз - 1973 — Санта-Круз - 1974 — Наутіко | - 1975 — Спорт Ресіфі - 1976 — Санта-Круз - 1977 — Спорт Ресіфі - 1978 — Санта-Круз - 1979 — Санта-Круз - 1980 — Спорт Ресіфі - 1981 — Спорт Ресіфі - 1982 — Спорт Ресіфі - 1983 — Санта-Круз - 1984 — Наутіко - 1985 — Наутіко - 1986 — Санта-Круз - 1987 — Санта-Круз - 1988 — Спорт Ресіфі - 1989 — Наутіко - 1990 — Санта-Круз - 1991 — Спорт Ресіфі - 1992 — Спорт Ресіфі - 1993 — Санта-Круз - 1994 — Спорт Ресіфі - 1995 — Санта-Круз - 1996 — Спорт Ресіфі - 1997 — Спорт Ресіфі - 1998 — Спорт Ресіфі - 1999 — Спорт Ресіфі - 2000 — Спорт Ресіфі - 2001 — Наутіко - 2002 — Наутіко - 2003 — Спорт Ресіфі - 2004 — Наутіко | - 2005 — Санта-Круз - 2006 — Спорт Ресіфі - 2007 — Спорт Ресіфі - 2008 — Спорт Ресіфі - 2009 — Спорт Ресіфі - 2010 — Спорт Ресіфі - 2011 — Санта-Круз - 2012 — Санта-Круз - 2013 — Санта-Круз - 2014 — Спорт Ресіфі - 2015 — Санта-Круз - 2016 — Санта-Круз |

## Досягнення клубів
- Спорт Ресіфі — 40 (23)
- Санта-Круз (Ресіфі) — 29 (30)
- Наутіко (Ресіфі) — 21 (32)
- Америка (Ресіфі) — 6 (9)[1]
- Торре (Ресіфі) — 3 (4)
- Трамуейз (Ресіфі) — 2 (1)
- Фламенго (Ресіфі) — 1

Курсивом виділені нині не існуючі клуби.
В дужках вказано кількість других місць у чемпіонатах.